# Maison de Bourbon-Bragance
Pour les articles homonymes, voir Bourbon et Bragance.
 (juillet 2024).
Si vous disposez d'ouvrages ou d'articles de référence ou si vous connaissez des sites web de qualité traitant du thème abordé ici, merci de compléter l'article en donnant les références utiles à sa vérifiabilité et en les liant à la section « Notes et références ».
La maison de Bourbon et Bragance est une branche de la branche espagnole de la maison de Bourbon, alliée au XVIIIe siècle à  la deuxième maison de Bragance.

## Histoire
Issue de la branche espagnole de la maison de Bourbon, elle trouve son origine dans le mariage en 1785 de l'infant d'Espagne Gabriel de Bourbon (1752-1788) avec l'infante de Portugal Marie de Bragance (1768-1788) qui moururent trois ans après.
Leur fils, l'infant Pierre-Charles de Bourbon (1786-1812), fut élevé à la cour du Portugal, d'abord à Lisbonne, puis après 1807 à Rio de Janeiro. L'infante Charlotte d'Espagne, fille du roi d'Espagne Charles IV et épouse du prince régent et futur roi de Portugal Jean VI, voulut faire de Pierre-Charles de Bourbon, qui était son neveu et gendre, le souverain d'une Amérique espagnole séparée de la métropole occupée par la France. Elle chercha à cette fin l'appui de l'amiral Sidney Smith, commandant de la flotte britannique ancrée à Rio.
Pierre-Charles de Bourbon épousa à Rio de Janeiro le 13 mai 1810 Thérèse de Bragance (1793-1874), fille de Jean VI de Portugal. 
Leur fils, Sébastien de Bourbon, Infant d'Espagne et du Portugal, se maria avec Marie Amélie Princesse de Bourbon-Sicile, puis avec l'infante Marie-Christine de Bourbon d'Espagne.
La branche légitime subsiste au Portugal.

## Filiation
Raoul de Warren dans Le Grand Armorial de France donne la filiation suivante de la maison de Bourbon et Bragance :
Gabriel de Bourbon, infant d'Espagne, né le 11 mai 1752 au palais royal de Portici, mort le 23 novembre 1788 au monastère de San Lorenzo de l'Escurial et inhumé là. Épouse le 27 mars 1785 Marie-Anne-Victoire de Portugal, inhumée au monastère de San Lorenzo de l'Escurial, fille de Pedro III de Portugal et de Maria Ire de Portugal.
- Pierre qui suit,
- Marie-Charlotte née et morte au monastère San Lorenzo de l'Escurial (née le 4 novembre 1787, décédée le 9 novembre 1787),
- Charles né et mort au monastère San Lorenzo de l'Escurial (né le 28 octobre 1788, mort le 9 novembre 1788).

Pierre de Bourbon, infant d'Espagne et de Portugal, né le 18 juin 1786 (Palais d'Aranjuez) et mort le 4 juillet 1812 à Rio de Janeiro, inhumé au monastère de San Lorenzo de l'Escurial. Marié en 1810 à Marie-Thérèse de Bragance, fille de Jean VI de Portugal et de Charlotte de Bourbon, infante d'Espagne.
- Sébastien qui suit.

Sébastien de Bourbon et Bragance , infant d'Espagne et de Portugal, né le 4 novembre 1811 (Palais de Sao Cristovao à Rio de Janeiro) et mort le 14 février 1875 (Pau), inhumé au monastère de San Lorenzo de l'Escurial. Marié en 1832 à Amélie de Bourbon princesse des Deux-Siciles puis en 1860 Marie-Christine de Bourbon, fille du duc de Cadix (cinq enfants).
- François, duc de Marchena, qui suit,
- Pierre, duc de Durcal, qui suivra,
- Louis, duc d'Ansola, qui suivra,
- Alphonse né au palais du Buen Retiro Madrid 15 novembre 1866 et morty à Madrid le 28 avril 1934, inhumé au cimetière San Isidro Madrid, épouse en 1929 Julia Mendez y Morales,
- Gabriel né à Pau le 22 mars 1869 et mort à Madrid le 15 juillet 1889, inhumé au cimetière San Isidro.

François de Bourbon et Bragance, duc de Marchena, né le 20 août 1861 à Madrid et mort le 17 novembre 1923 à Neuilly-sur-Seine, inhumé dans la chapelle du château de Balincourt à Arronville. Marié en 1886 à Marie del Pilar de Muguiro (1869-1926) dont :
- Marie-Christine née à Paris le 27 juillet 1889 et morte à Londres le 3 octobre 1981, maire en 1911 à Léopold Walford,
- Hélène née à Biarritz le 30 juillet 1890 et morte à Paris le 3 janvier 1910.
- Maria-Agnès de los Angeles née à Paris le 24 juillet 1895 et morte à Albano le 19 juillet 1964, mariée en 1920 au comte Jean Ostroróg.

Pierre de Bourbon et Bragance, duc de Durcal, né le 12 décembre 1862 à Madrid et mort le 3 janvier 1892 à Paris, inhumé au cimetière du Père-Lachaise (53e division) à Paris. Marié en 1885 à Marie de la Charité Madan y Uriondo (1867-1912).
- Marie-Christine née à Madrid le 10 novembre 1886 et morte à Madrid le 14 décembre 1985, inhumée au cimetière de San Isidro, mariée en 1921 à Maurits van Vallenhoven.
- Marie-Pie née à Madrid le 20 août 1888 et morte à Buenos Aires le 14 juillet 1969, mariée en 1907 à Rafael Padilla.
- Ferdinand de Bourbon-Bragance, 2e duc de Durcal, né le 4 février 1891 à Paris et mort le 29 mars 1944 à Madrid, inhumé au cimetière de San Isidro à Madrid. Marié en 1912 à Laetitia Bosh-Labrus y Blat (1880-1947), dont :
  - Marie-Christine née à Madrid le 15 mai 1913 et morte à Boulogne-Billancourt le 28 juillet 2002. Mariée en 1931 à Anténor Patiño.
  - Laetitia née à Madrid le 22 juin 1915 et morte à Genève le 9 novembre 2008. Mariée en 1940 Paolo Venturi Ginori et en 1958 Stefano Franceschi.

Louis de Bourbon et Bragance, duc d'Ansola, né le 17 janvier 1864 à Madrid et mort le 24 janvier 1889 à Alger, inhumé à Tolède. Marié en 1886 à Germana Bernaldo de Quiros, des marquis de Camposagrado, d'où :
- Louis-Alphonse de Bourbon et Bragance, duc d'Ansola, né le 9 mars 1887 à Paris et mort le 19 mai 1942 à Biarritz, inhumé au cimetière de Biarritz. Marié en 1924 à Béatrice Mary Harrington. il eut deux enfants de liaisons adultérines :
  - Louis Georges né à Paris le 31 mai 1922, enfant illégitime, marié en 1926 à Madeleine Priestnall,
  - Philippe Serge né à La Baule le 29 mai 1935, enfant illégitime de Marcelle Fernande Marthe Doyhamboure (née le 30 janvier 1913 à Biarritz, morte le 31 août 1994 à Paris), marié en 1967 à Anne Garrouste.
- Manfred de Bourbon et Bragance  duc d'Hernani, né le 3 février 1889 à Madrid et mort le 6 janvier 1979 à Madrid, inhumé au cimetière San Isidro à Madrid. Marié en 1920 à Marie-Laetitia de Santa-Marina y Romero et en 1950 à Teresa de Mariategui y Arteagua.